# جيل جوميز
جيل جوميز (بالإنجليزية: Jill Gomez)‏ هي مغنية أوبرا غيانية، ولدت في 21 سبتمبر 1942.

## وصلات خارجية
- جيل جوميز على موقع ميوزك برينز (الإنجليزية)
- جيل جوميز على موقع أول ميوزيك (الإنجليزية)
- جيل جوميز على موقع ديسكوغز (الإنجليزية)